# Manny Mori

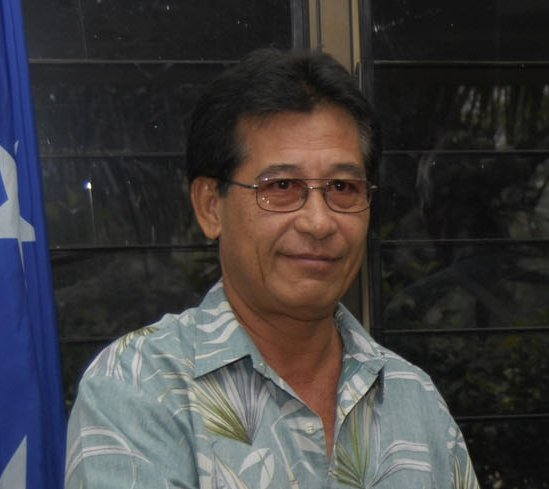
Manny Mori

Emanuel Mori (* 25. Dezember 1948 auf Fefan, Chuuk) ist ein mikronesischer Politiker. Er war Präsident der Föderierten Staaten von Mikronesien.
Mori wurde 1999 zum Kongressabgeordneten gewählt. Am 11. Mai 2007 übernahm er das Amt des Präsidenten von seinem Vorgänger Joseph J. Urusemal. Sein Vizepräsident war Alik Alik. Am 11. Mai 2015 wurde Peter Christian zu seinem Nachfolger gewählt.

## Privates
Manny Mori ist verheiratet und Vater von vier Töchtern.